# Aa!
Aa! (あぁ!, « Ah! ») est un groupe de J-pop temporaire du Hello! Project, créé en 2003 le temps d'un single. Il marque les débuts de quelques débutantes du Hello! Project Kids sélectionnées en 2002, accompagnées d'une Morning Musume, Reina Tanaka, sur le même modèle que son groupe sœur ZYX.
Le groupe est réactivé en 2009 pour interpréter un titre sur un album de reprises, mais avec Akari Saho de Shugo Chara Egg! en remplacement de Reina Tanaka. Il apparait encore parfois les années suivantes lors de concert communs du H!P. Akari Saho quitte le H!P et le groupe en 2011.

## Membres
2003
- Reina Tanaka (de Morning Musume ; leader)
- Miyabi Natsuyaki (future Berryz Kōbō)
- Airi Suzuki (future °C-ute)

2009-2010
- Miyabi Natsuyaki (de Berryz Kōbō ; leader)
- Airi Suzuki (de °C-ute)
- Akari Saho (de Shugo Chara Egg!)

2011
- Miyabi Natsuyaki
- Airi Suzuki

## Discographie
Single
- 2003-10-29 : First Kiss

Autres titres
- 2009-07-15 : Yes-Yes-Yes, sur l'album Chanpuru 1
- 2009-11-05 : Yume To Genjitsu, sur l'album Petit Best 10

## Liens
- Fiche officielle du single de Aa!